# Mecze piłkarskie Polska – Węgry
Mecze piłkarskie Polska – Węgry – zestawienie meczów pomiędzy reprezentacjami Polski i Węgier.

## Historia
Mecze reprezentacji Polski i Węgier od wielu lat budzą wielkie emocje. Pierwszy mecz pomiędzy drużynami, który jest uznawany za pierwszy oficjalny mecz drużyny Biało-Czerwonych, odbył się 18 grudnia 1921 roku na Hungária körúti stadion w Budapeszcie i zakończył się on zwycięstwem drużyny Madziarów 1:0 po golu Szabó Jenő w 18. minucie meczu towarzyskiego.
Reprezentacja Polski po raz pierwszy wygrała z reprezentacją Węgier 5 sierpnia 1936 roku na Poststadion w Berlinie 3:0 w 1/8 finału turnieju olimpijskiego 1936, jednak ten mecz nie jest uznawany za oficjalnym. Drużyny ponownie zagrały ze sobą 27 sierpnia 1939 roku na Stadionie Wojska Polskiego w Warszawie w meczu towarzyskim. Dla obu drużyn był to ostatni mecz przed wybuchem II wojny światowej. Mecz zakończył się sensacyjnym zwycięstwem drużyny selekcjonera Józefa Kałuży 4:2, gdyż reprezentacja Węgier była wówczas wicemistrzem świata 1938. Bohaterem meczu wówczas był Ernest Wilimowski, który zdobył hat tricka (33', 62', 75' (k.)) oraz ostatni raz zagrał w drużynie Biało-Czerwonych.
Następne mecze pomiędzy tymi drużynami zdecydowanie należały do reprezentacji Węgier, szczególnie w końcu lat 40. oraz na początku lat 50., która pod wodzą trenera Gusztáva Sebesa była nazywaną tzw. Złotą Jedenastką. Drużyny miały zagrać ze sobą w eliminacjach do mistrzostw świata 1954, jednak PZPN postanowił poddać mecz uznając, że nie mają żadnych szans z silnym przeciwnikiem.
Następne zwycięstwo reprezentacja Polski odniosła 10 września 1972 roku na Stadionie Olimpijskim w Monachium w finale turnieju olimpijskiego 1972 2:1 po dwóch golach króla strzelców turnieju, Kazimierza Deyny, po czym drużyna selekcjonera Kazimierza Górskiego została mistrzem olimpijskim, detronizując tym samym reprezentację Węgier. Triumf w turnieju jest uważany za początek sukcesów tzw. Orłów Górskiego.

## Mecze
| Lp. | Data       | Miejsce                            | Drużyna | Wynik | Drużyna | Turniej                   | Zwycięzca | Przypisy |
| --- | ---------- | ---------------------------------- | ------- | ----- | ------- | ------------------------- | --------- | -------- |
| 1.  | 18.12.1921 | Hungária körúti stadion, Budapeszt | Węgry   | 1:0   | Polska  | Mecz towarzyski           | Węgry     | [ 1 ]    |
| 2.  | 14.05.1922 | Stadion Cracovii Kraków, Kraków    | Polska  | 0:3   | Węgry   | Mecz towarzyski           | Węgry     | [ 2 ]    |
| 3.  | 26.05.1924 | Stade Bergeyre, Paryż              | Węgry   | 5:0   | Polska  | Igrzyska olimpijskie 1924 | Węgry     | [ 3 ]    |
| 4.  | 31.08.1924 | Üllői úti stadion, Budapeszt       | Węgry   | 4:0   | Polska  | Mecz towarzyski           | Węgry     | [ 4 ]    |
| 5.  | 19.07.1925 | Stadion Cracovii Kraków, Kraków    | Polska  | 0:2   | Węgry   | Mecz towarzyski           | Węgry     | [ 5 ]    |
| 6.  | 20.08.1926 | Hungária körúti stadion, Budapeszt | Węgry   | 4:1   | Polska  | Mecz towarzyski           | Węgry     | [ 6 ]    |
| 7.  | 27.08.1939 | Stadion Wojska Polskiego, Warszawa | Polska  | 4:2   | Węgry   | Mecz towarzyski           | Polska    | [ 7 ]    |
| 8.  | 19.09.1948 | Stadion Wojska Polskiego, Warszawa | Polska  | 2:6   | Węgry   | Mecz towarzyski           | Węgry     | [ 8 ]    |
| 9.  | 10.07.1949 | Nagyerdei Stadion, Debreczyn       | Węgry   | 8:2   | Polska  | Mecz towarzyski           | Węgry     | [ 9 ]    |
| 10. | 04.06.1950 | Stadion Wojska Polskiego, Warszawa | Polska  | 2:5   | Węgry   | Mecz towarzyski           | Węgry     | [ 10 ]   |
| 11. | 27.05.1951 | Megyeri úti Stadion, Budapeszt     | Węgry   | 6:0   | Polska  | Mecz towarzyski           | Węgry     | [ 11 ]   |
| 12. | 15.06.1952 | Stadion Wojska Polskiego, Warszawa | Polska  | 1:5   | Węgry   | Mecz towarzyski           | Węgry     | [ 12 ]   |
| 13. | 15.07.1956 | Stadion Ludowy                     | Węgry   | 4:1   | Polska  | Mecz towarzyski           | Węgry     | [ 13 ]   |
| 14. | 14.09.1958 | Stadion Śląski, Chorzów            | Polska  | 1:3   | Węgry   | Mecz towarzyski           | Węgry     | [ 14 ]   |
| 15. | 13.11.1960 | Stadion Ludowy                     | Węgry   | 4:1   | Polska  | Mecz towarzyski           | Węgry     | [ 15 ]   |
| 16. | 02.09.1962 | Stadion im. Edmunda Szyca, Poznań  | Polska  | 0:2   | Węgry   | Mecz towarzyski           | Węgry     | [ 16 ]   |
| 17. | 03.05.1966 | Stadion Śląski, Chorzów            | Polska  | 1:1   | Węgry   | Mecz towarzyski           | Remis     | [ 17 ]   |
| 18. | 02.05.1970 | Stadion Ludowy                     | Węgry   | 2:0   | Polska  | Mecz towarzyski           | Węgry     | [ 18 ]   |
| 19. | 10.09.1972 | Stadion Olimpijski, Monachium      | Węgry   | 1:2   | Polska  | Igrzyska olimpijskie 1972 | Polska    | [ 19 ]   |
| 20. | 08.10.1975 | Stadion Miejski, Łódź              | Polska  | 4:2   | Węgry   | Mecz towarzyski           | Polska    | [ 20 ]   |
| 21. | 13.04.1977 | Stadion Ludowy                     | Węgry   | 2:1   | Polska  | Mecz towarzyski           | Węgry     | [ 21 ]   |
| 22. | 04.04.1979 | Stadion Śląski, Chorzów            | Polska  | 1:1   | Węgry   | Mecz towarzyski           | Remis     | [ 22 ]   |
| 23. | 26.03.1980 | Stadion Ludowy                     | Węgry   | 2:1   | Polska  | Mecz towarzyski           | Węgry     | [ 23 ]   |
| 24. | 17.05.1987 | Stadion Ludowy                     | Węgry   | 5:3   | Polska  | El. Euro 1988             | Węgry     | [ 24 ]   |
| 25. | 23.09.1987 | Stadion Wojska Polskiego, Warszawa | Polska  | 3:2   | Węgry   | El. Euro 1988             | Polska    | [ 25 ]   |
| 26. | 04.05.1994 | Stadion Hutnika Kraków, Kraków     | Polska  | 3:2   | Węgry   | Mecz towarzyski           | Polska    | [ 26 ]   |
| 27. | 06.09.1997 | Stadion Wojska Polskiego, Warszawa | Polska  | 1:0   | Węgry   | Mecz towarzyski           | Polska    | [ 27 ]   |
| 28. | 29.03.2000 | Nagyerdei Stadion, Debreczyn       | Węgry   | 0:0   | Polska  | Mecz towarzyski           | Remis     | [ 28 ]   |
| 29. | 29.03.2003 | Stadion Śląski, Chorzów            | Polska  | 0:0   | Węgry   | El. Euro 2004             | Remis     | [ 29 ]   |
| 30. | 11.10.2003 | Stadion im. Ferenca Puskása        | Węgry   | 1:2   | Polska  | El. Euro 2004             | Polska    | [ 30 ]   |
| 31. | 17.10.2007 | Stadion Widzewa Łódź, Łódź         | Polska  | 0:1   | Węgry   | Mecz towarzyski           | Węgry     | [ 31 ]   |
| 32. | 15.11.2011 | Stadion Miejski, Poznań            | Polska  | 2:1   | Węgry   | Mecz towarzyski           | Polska    | [ 32 ]   |
| 33. | 25.03.2021 | Puskás Aréna, Budapeszt            | Węgry   | 3:3   | Polska  | El. Mundialu 2022         | Remis     | [ 33 ]   |
| 34. | 15.11.2021 | Stadion Narodowy, Warszawa         | Polska  | 1:2   | Węgry   | El. Mundialu 2022         | Węgry     | [ 34 ]   |

## Nieoficjalne międzynarodowe mecze
| Lp. | Data       | Miejsce             | Drużyna | Wynik | Drużyna | Turniej                   | Zwycięzca | Przypisy |
| --- | ---------- | ------------------- | ------- | ----- | ------- | ------------------------- | --------- | -------- |
| 1.  | 05.08.1936 | Poststadion, Berlin | Węgry   | 0:3   | Polska  | Igrzyska olimpijskie 1936 | Polska    | [ 35 ]   |

## Bilans

### Turnieje
| Turniej               | Mecze | Mecze  | Mecze | Mecze | Gole   | Gole  |
| Turniej               | M     | Polska | R     | Węgry | Polska | Węgry |
| --------------------- | ----- | ------ | ----- | ----- | ------ | ----- |
| Igrzyska olimpijskie  | 2     | 1      | 0     | 1     | 2      | 6     |
| El. mistrzostw świata | 2     | 0      | 1     | 1     | 4      | 5     |
| El. mistrzostw Europy | 4     | 2      | 1     | 1     | 8      | 8     |
| Mecze towarzyskie     | 26    | 5      | 3     | 18    | 29     | 73    |
| Łącznie               | 34    | 8      | 5     | 21    | 43     | 92    |

### Stadiony
| Stadion                                       | Mecze | Mecze  | Mecze | Mecze | Gole   | Gole  |
| Stadion                                       | M     | Polska | R     | Węgry | Polska | Węgry |
| --------------------------------------------- | ----- | ------ | ----- | ----- | ------ | ----- |
| Stadion Wojska Polskiego, Warszawa            | 6     | 3      | 0     | 3     | 13     | 20    |
| Stadion Śląski, Chorzów                       | 4     | 0      | 3     | 1     | 3      | 5     |
| Stadion Cracovii Kraków, Kraków               | 2     | 0      | 0     | 2     | 0      | 5     |
| Stadion Hutnika Kraków, Kraków                | 1     | 1      | 0     | 0     | 3      | 2     |
| Stadion im. Edmunda Szyca, Poznań             | 1     | 0      | 0     | 1     | 0      | 2     |
| Stadion Miejski, Łódź                         | 1     | 1      | 0     | 0     | 4      | 2     |
| Stadion Miejski, Poznań                       | 1     | 1      | 0     | 0     | 2      | 1     |
| Stadion Narodowy, Warszawa                    | 1     | 0      | 0     | 1     | 1      | 2     |
| Stadion Widzewa Łódź, Łódź                    | 1     | 0      | 0     | 1     | 0      | 1     |
| Łącznie w Polsce                              | 18    | 6      | 3     | 9     | 26     | 40    |
| Stadion im. Ferenca Puskása/Ludowy, Budapeszt | 7     | 1      | 0     | 6     | 9      | 20    |
| Hungária körúti stadion, Budapeszt            | 2     | 0      | 0     | 2     | 1      | 5     |
| Nagyerdei Stadion, Debreczyn                  | 2     | 0      | 1     | 1     | 2      | 8     |
| Megyeri úti Stadion, Budapeszt                | 1     | 0      | 0     | 1     | 0      | 6     |
| Puskás Aréna, Budapeszt                       | 1     | 0      | 1     | 0     | 3      | 3     |
| Üllői úti stadion, Budapeszt                  | 1     | 0      | 0     | 1     | 0      | 4     |
| Łącznie na Węgrzech                           | 14    | 1      | 2     | 11    | 15     | 46    |
| Stade Bergeyre, Paryż                         | 1     | 0      | 0     | 1     | 0      | 5     |
| Stadion Olimpijski, Monachium                 | 1     | 1      | 0     | 0     | 2      | 1     |
| Łącznie na neutralnym terenie                 | 2     | 1      | 0     | 1     | 2      | 6     |